# K. Tubantia Borgerhout V.K.
K. Tubantia Borgerhout V.K. là một câu lạc bộ bóng đá Bỉ đến từ thị trấn Borgerhout ở thành phố Antwerp.  Đội bóng được đăng kí số 64 bởi Hiệp hội bóng đá Bỉ và hiện tại đang thi đấu ở hạng đấu cao nhất cấp khu vực của tỉnh Antwerp.  Câu lạc bộ được cho là đã bán tiền đạo tài năng Joseph Mermans cho R.S.C. Anderlecht trong Thế chiến thứ II với kỉ lục chuyển nhượng 125.000 Franc Bỉ.

## Lịch sử
Tubantia Football & Athletic Club được thành lập năm 1915 và lần đầu tham gia giải hạng nhì năm 1928, kết thúc thứ 8.  Năm sau đó họ giành vị trí thứ 2 và được quyền đá ở hạng nhất mùa giải 1930–31, xếp thứ 11 trên 14 đội (năm đó R.S.C. Anderlecht xếp cuối bảng). Tuy nhiên Tubantia đứng thứ 13 mùa sau đó và xuống hạng cùng với F.C. Turnhout.  Câu lạc bộ trải qua các mùa giải ở hạng nhì.  Năm 1940 Tubantia F.A.C. đổi tên thành K. Tubantia F.C.
Năm 1954, đội bóng xuống chơi ở hạng ba và không bao giờ lên lại được cho đến năm 2006.  Tuy nhiên câu lạc bộ đã hợp nhất với K.R.C. Borgerhout năm 1960 thành K. Tubantia Borgerhout F.C. Và 11 năm sau họ đổi gốc F.C. thành gốc tiếng Hà Lan là V.K. (viết tắt của Voetbal Klub).

## Danh hiệu
- Giải bóng đá hạng nhì quốc gia Bỉ:
  - Á quân (1): 1929–30
- Cúp bóng đá Bỉ:
  - Á quân (1): 1926–27